# Vechenskaïa
Vechenskaïa (en russe : Вёшенская, Viochenskaïa) est une stanitsa située sur la rive gauche du Don, dans l'oblast de Rostov, en Russie. C'est le centre administratif du raïon Cholokhovski. Sa population s'élevait à 9 261 habitants en 2010. C'est le lieu de naissance de l'écrivain soviétique Mikhaïl Cholokhov, prix Nobel de littérature en 1965, qui décrit la localité et ses habitants dans son ouvrage le plus célèbre, Le Don paisible.
À l'époque de la guerre civile russe, la stanitsa a été le théâtre de l'insurrection de Vechenskaïa au printemps 1919.